# Carl Larsson i Apelnäs
Carl Larsson (i riksdagen kallad Larsson i Apelnäs), född 5 april 1810 i Björketorps församling, Älvsborgs län, död där 7 april 1888, var en svensk hemmansägare och riksdagspolitiker.
Larsson var hemmansägare i Apelnäs i Björketorps socken. Han var som riksdagsman ledamot av riksdagens andra kammare.